# Райгродзьке озеро
Озеро Райгро́дзьке (пол. Jezioro Rajgrodzkie) — озеро в Польщі, в Підляському воєводстві, в Граєвському повіті, в гміні Каліново.

## Морфометричні дані
Рівень поверхневих вод з різних джерел становить у діапазоні від 14,99 км² до 15,04 км².
Ґрунтові води розташовані на висоті 118,4—118,6 м над рівнем моря., або 117,5 метрів над рівнем моря. Середня глибина озера становить 9,4 м, в той час як максимальна — 52,0 м
На основі досліджень, проведених у 2002 році, якість води озера оцінена у III клас.

## Назва озера
Згідно з офіційним переписом «Комісії найменуваннях місць і фізико-географічних об'єктів» (KNMiOF), назва цього озера є Rajgrodzkie.